# Indios en el vestíbulo
 Indios en el Vestíbulo es el séptimo capítulo de la tercera temporada de la serie dramática El ala oeste de la Casa Blanca.

## Argumento
Dos indios se encuentran en el vestíbulo de la Casa Blanca el Día de acción de gracias. Su idea es no moverse de allí hasta que sus reivindicaciones no sean atendidas. Son recibidos por C.J. tras soportar un aburrido monólogo presidencial sobre la forma de hacer el pavo. Tras conocer las demandas de ambos visitantes, intentará en vano buscar alguien con poder suficiente para tratar sus problemas. Entre ellos a Leo McGarry que se niega a reunirse con cada persona que haga una sentada. Finalmente, antes de que sean expulsados por seguridad y provocar un escándalo, les garantizará una cita para tratar sus asuntos.
Mientras, el Presidente se ve obligado a pasar esa noche en la Residencia en vez de ir a Camp David. Una idea que no es de su agrado aportada por Bruno Gianelli. Su deseo inicial era pasarlo en su granja en Nueva Hampshire pero según una encuesta realizada por Joey Lucas el pueblo americano ve más conveniente que pase esa noche en la Casa Blanca. Y es año de reelección.
Por otro lado, Sam trata de evitar la aprobación de una nueva fórmula que incrementaría el número de pobres oficial en más de cuatro millones, subiendo la renta mínima a 20.000 dólares. Una situación delicada que podría complicar aún más la campaña. Entre sus opciones: desarrollar una prueba piloto antes de cambiar el método para después de las elecciones.
Josh tratará la extradición de un niño que ha matado a su profesor. Este ha huido a Italia para evitar una condena a muerte en su estado Georgia. Desde Roma se niegan a entregarlo. La solución: Josh convencerá al fiscal del caso para que no solicite la Pena Capital a cambio de entregarle contactos que le aportarán fondos para su campaña de reelección.

## Curiosidades
- El trato entre el ayudante y el Presidente de los Estados Unidos a veces se hace demasiado cordial como sucede con Charlie Young y el President Bartlet.[1]

## Enlaces
- Enlace al Imdb
- Guía del Episodio (en inglés)
- Página oficial de Camp David (en inglés) Archivado el 25 de septiembre de 2006 en Wayback Machine.